# Haueisen (Schauenstein)
Haueisen  ist ein Gemeindeteil der Stadt Schauenstein im Landkreis Hof (Oberfranken, Bayern). Haueisen liegt in der Gemarkung Haidengrün.

## Geografie
Das Dorf liegt auf einem Höhenzug des Frankenwaldes nördlich vom Thronbach, einem linken Zufluss der Selbitz. Ein Anliegerweg führt unmittelbar nördlich zu einer Gemeindeverbindungsstraße, die nach Haidengrün (0,8 km südwestlich) bzw. nach Uschertsgrün zur Kreisstraße HO 26 verläuft (2,5 km östlich).

## Geschichte
Wie schon am Ortsnamen zu erkennen ist, war Haueisen ursprünglich ein Eisenbergbau. Erst später wurde der Ort von Gütlern und Handwebern bewohnt.
Gegen Ende des 18. Jahrhunderts bestand Haueisen aus 13 Anwesen. Die Hochgerichtsbarkeit hatte das bayreuthische Vogteiamt Schauenstein, wurde aber auch vom bambergischen Centamt Enchenreuth beansprucht. Die Dorf- und Gemeindeherrschaft hatte die bambergische Amtsverwaltung Marlesreuth, was von Bayreuth ebenfalls bestritten wurde. Grundherren waren die Amtsverwaltung Marlesreuth (1 Gütlein, 2 Tropfhäuser) und das Rittergut Froschgrün (1 Zinsgut, 5 Söldengüter, 4 Tropfhäuser).
Von 1797 bis 1810 unterstand Haueisen dem Justiz- und Kammeramt Naila. Infolge des Ersten Gemeindeedikts wurde Haueisen dem 1812 gebildeten Steuerdistrikt Döbra und der zugleich entstandenen Ruralgemeinde Haidengrün zugewiesen. Im Zuge der Gebietsreform in Bayern wurde Haueisen am 1. Mai 1978 nach Schauenstein eingemeindet.

### Ehemalige Baudenkmäler
- Haus Nr. 4: Zweigeschossiges Wohnstallhaus mit Satteldach, erste Hälfte des 19. Jahrhunderts; Erdgeschoss verputzt massiv, Obergeschoss verbrettertes und verschiefertes Ständerwerk.[9]
- Haus Nr. 7: Zweigeschossiges Wohnstallhaus mit Krüppelwalmdach, Ende 18., Anfang 19. Jahrhundert; östliche Hälfte mit verputzt massivem Erdgeschoss und verputztem Fachwerkobergeschoss mit Lehmziegelausfachung; westliche Hälfte in jüngerer Zeit massiv ausgebaut.[9]
- Haus Nr. 8: Zweigeschossiges Kleinhaus mit Satteldach, frühes 19. Jahrhundert; Erdgeschoss verputzt massiv, Obergeschoss Fachwerk mit Lehmausfachung, teilweise verputzt.[9]
- Haus Nr. 10: Zweigeschossiges Wohnstallhaus mit Satteldach, frühes 19. Jahrhundert; Erdgeschoss verputzt massiv, Obergeschoss über Wohnteil Fachwerk mit Lehmziegelausfachung, verputzt, über Stall verbrettertes Fachwerk mit Lehmziegelausfachung, verputzt, über Stall verbrettertes Ständerwerk.[9]

### Einwohnerentwicklung
| Jahr      | 001819 | 001861 | 001871 | 001885 | 001900 | 001925 | 001950 | 001961 | 001970 | 001987 | 002006 |
| Einwohner | 48     | 77     | 64     | 80     | 65     | 67     | 59     | 50     | 42     | 27     | 28     |
| Häuser    |        |        |        | 12     | 11     | 11     | 11     | 11     |        | 10     |        |
| Quelle    | [ 7 ]  | [ 11 ] | [ 12 ] | [ 13 ] | [ 14 ] | [ 15 ] | [ 16 ] | [ 17 ] | [ 18 ] | [ 19 ] |        |

## Religion
Haueisen ist seit der Reformation evangelisch-lutherisch geprägt und bis heute nach St. Bartholomäus (Döbra) gepfarrt.